# Breyner Bonilla
Breyner Bonilla (Cali, 21 de julio de 1986) es un futbolista colombiano. Juega como defensa central y su último club fue el Real Sociedad de la Liga Nacional de Honduras.

## Trayectoria

### Depor FC
Surgido de las divisiones inferiores de Depor FC en Colombia. Su debut en primera se dio en 2006 en ese mismo club. Se mantuvo ahí hasta el 2007.

### Atlético Bucaramanga
En el 2008 pasó a Atlético Bucaramanga de ese mismo país hasta mitad de 2009 descendiendo a finales del 2008 con los leopardos. 

### CA  Boca Juniors
En el mes de agosto, Jorge Bermúdez, exfutbolista y referente de Boca Juniors, lo acerca a Boca Juniors para probarlo en un partido entre los juveniles del club contra Tigre, donde tuvo un buen desempeño. 
Finalmente Boca lo ficha para reforzar su plantel, tras la ida de Juan Forlín a España, en calidad de préstamo por un año.
El 7 de abril de 2010, cuando se disputaba la fecha 13 del campeonato argentino, Boca Juniors cae por 3 a 0 ante Colón. Cuando se terminaba el partido, el jugador de Colón, Facundo Bertoglio tomó el balón e intentó gambetear la defensa rival cuando el colombiano Breyner Bonilla se arrojó con sus dos pies hacia adelante y fue expulsado. La falta desató todo tipo de intentos de agresión de los jugadores de Colón, pero la situación pudo ser controlada rápidamente. Bonilla denunció luego que durante el partido había sido amenazado y había recibido insultos racistas por parte de los jugadores de Colón, particularmente por Esteban "el Bichi" Fuertes. El jugador perdió ritmo en el equipo de Boca Juniors y terminó siendo vendido.

### Sporting Cristal
A mediados de 2010 es confirmado como refuerzo del Sporting Cristal en Perú. Es recordado por reitaradas actuaciones de bajo nivel, sumado a sus autogoles.

### Cúcuta Deportivo
Posteriormente, a comienzos de 2011 es cedido al Cúcuta Deportivo colombiano, donde juega todo el año. 

### Deportes Tolima
El 4 de enero de 2012 se confirma su llegada al Deportes Tolima. Logró salir campeón de la Copa Colombia 2014.

### Defensor Sporting
El 20 de enero de 2016 es confirmado como refuerzo del Defensor Sporting de la Primera División de Uruguay.

### Liga Deportiva Universitaria de Loja
El 22 de febrero de 2018 es confirmado como refuerzo de Liga Deportiva Universitaria de Loja de la Serie B de Ecuador

## Clubes
| Club                 | País                | Año                 | Partidos | Goles |
| -------------------- | ------------------- | ------------------- | -------- | ----- |
| Depor Fútbol Club    | Colombia            | 2006-2007           | 30       | 8     |
| Atlético Bucaramanga | Colombia            | 2008-2009           | 32       | 11    |
| Boca Juniors         | Argentina           | 2009-2010           | 3        | 0     |
| Sporting Cristal     | Perú                | 2010                | 16       | 1     |
| Cúcuta Deportivo     | Colombia            | 2011                | 36       | 6     |
| Deportes Tolima      | Colombia            | 2012-2015           | 118      | 10    |
| Defensor Sporting    | Uruguay             | 2016                | 15       | 1     |
| Fortaleza CEIF       | Colombia            | 2016                | 8        | 0     |
| Real Cartagena       | Colombia            | 2017                | 15       | 1     |
| Liga de Loja         | Ecuador             | 2018                | 34       | 2     |
| Orense SC            | Ecuador             | 2019-2020           | 27       | 2     |
| Real Sociedad        | Honduras            | 2021-2022           | 20       | 2     |
| Total en su carrera  | Total en su carrera | Total en su carrera | 336      | 42    |

## Palmarés

### Campeonatos nacionales
| Título        | Club            | País     | Año  |
| ------------- | --------------- | -------- | ---- |
| Copa Colombia | Deportes Tolima | Colombia | 2014 |